# Manuel Albaladejo
Manuel Albaladejo García (Cartagena, 24 de octubre de 1920-Madrid, 7 de abril de 2012), fue un jurista español. Profesor de Derecho civil, doctor en Derecho por las universidades de Madrid y de Bolonia, obtuvo la cátedra de Derecho civil en la Universidad de Oviedo en 1953, ocupándola sucesivamente asimismo en la Universidad de Barcelona desde 1956, y desde 1969 en la Universidad Complutense de Madrid, de la cual fue nombrado profesor emérito desde 1987. Las más de 30 000 páginas escritas por Manuel Albaladejo, publicadas en forma de artículos y libros, y los muchos miles de alumnos formados en su especialidad de Derecho civil, en varias universidades españolas, exteriorizan con facilidad la extraordinaria dedicación de Albaladejo al estudio, enseñanza y desarrollo del conocimiento del Derecho civil. Ha sido galardonado con la Gran Cruz de Alfonso X el Sabio.

## Producción científica

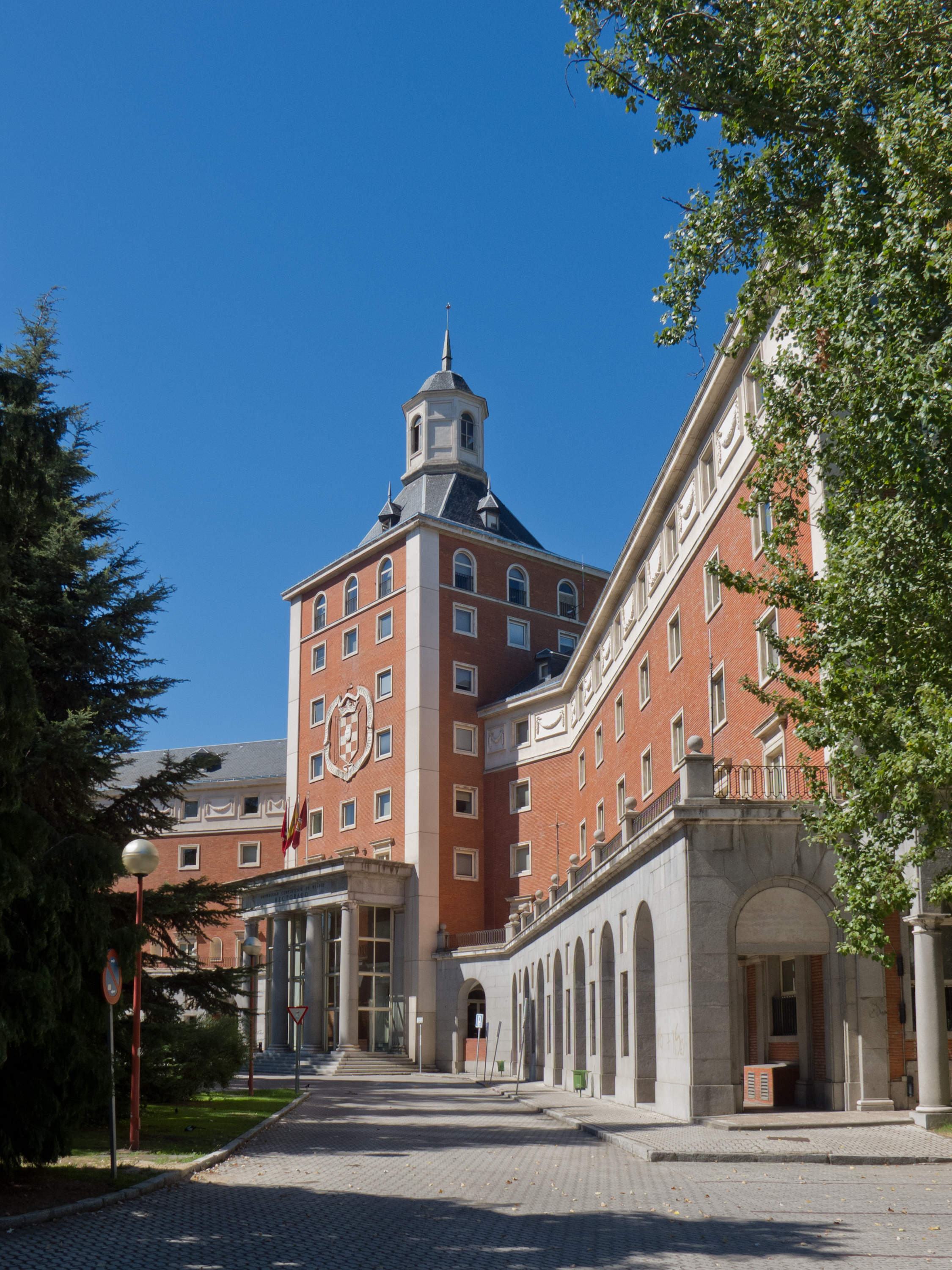
Rectorado de la Universidad Complutense de Madrid, en la cual Albaladejo realizó, como catedrático de Derecho civil, el periodo más largo de su carrera docente.

El profesor Albaladejo fue autor de una amplísima producción científica. Escribió cuarenta monografías y más de trescientos trabajos de investigación publicados en revistas científicas. En particular, podrían destacarse los estudios monográficos sobre El reconocimiento de la filiación natural (1954); Sustitución hereditarias (1956); El negocio jurídico (1958); Albaceazgo en el Derecho común y en el catalán (1969). Asimismo merecen resaltarse las numerosas anotaciones y concordancias efectuadas sobre célebres monografías del Derecho comparado, tales como las que se realizan sobre las obras de Nicola Cariota Ferrara en Il negozio giuridico (1956) o de Antonio Cicu, en Sucesiones por causa de muerte (1964). Fue director de los prestigiosos Comentarios al Código civil y Compilaciones forales (obra de 76 volúmenes). Publicó numerosos manuales de Derecho civil, que abarcan todos los sectores en que se estructura esta disciplina, ocupando la relevante función de haber sido consultados, por su máximo rigor y claridad expositiva, por toda una inmensa mayoría de estudiantes universitarios españoles de Derecho. Dirigió más de ciento cincuenta tesis doctoral [cita requerida] es y fue maestro de gran número de Catedráticos y Profesores Titulares de Derecho Civil de diversas Universidades españolas.

## Aportación a la vida universitaria
Cabe destacar su contribución a la institución universitaria a través de los sucesivos cargos ocupados: decano de la Facultad de Derecho de la Universidad de Barcelona por dos períodos, 1964 y 1967; rector de esta Universidad, 1968 (rector honorario vitalicio de la misma desde de 1970); subdirector General de Ordenación Universitaria en 1971 y de personal docente de Universidades, 1972; director del Departamento de Derecho Civil de la Universidad Complutense de Madrid, 1974-87 (director honorario de este Departamento, 1987), y consejero de esta Universidad desde 1995. Asimismo ha sido presidente de la Asociación de Profesores de Derecho civil (nombrado presidente honorario) y vicepresidente de la Real Academia de Legislación y Jurisprudencia. Es vocal permanente de la Comisión General de Codificación. Asimismo es doctor honoris causa por las universidades de Granada, Córdoba, Alicante, Politécnica de Cartagena, Murcia, Rey Juan Carlos y Oviedo. Ocupó desde el año 1999 hasta 2003 el cargo de presidente de la Real Academia de Jurisprudencia y Legislación (miembro del Consejo de Estado y es académico de las de Cataluña, Granada, Costa Rica, Córdoba (Argentina) y Chile. Fue miembro del Consejo de Estado.

## Influencia doctrinal
Su ya citada amplia producción científica (con más de trescientos títulos en revistas especializadas y más de cuarenta monografías), así como el rigor y creatividad de sus trabajos de investigación se han proyectado eficazmente a numerosos ámbitos del Derecho civil (albaceazgo, sustituciones hereditarias, filiación, etc.). A él se debe uno de los impulsos decisivos en la aceptación del concepto de negocio jurídico en la doctrina española, en lo fundamental, a través de su obra El negocio jurídico. Dirige la obra bibliográfica compuesta por los prestigiosos Comentarios al Código civil y Compilaciones forales (extensa obra compuesta de 76 volúmenes). Ha dirigido más de ciento cincuenta tesis doctorales y contribuido decisivamente a la institución universitaria a través de los diferentes cargos ocupados, ya citados, como han sido los de Rector y rector honorario vitalicio de la Universidad de Barcelona, Subdirector General de Universidades, Consejero de la Universidad Complutense de Madrid, etc. Por su acreditado prestigio fue nombrado Presidente de la Asociación de Profesores de Derecho civil de la que es presidente honorario. Fue Consejero de Estado y Doctor honoris causa por varias universidades, y ocupó el cargo de Presidente de la Real Academia de Legislación y Jurisprudencia.